# Culture remix
La culture remix est une société qui permet et encourage les œuvres dérivées en combinant ou en modifiant du matériel existant pour produire un nouveau travail ou produit créatif,. Une culture remix serait, par défaut, le moyen d'essayer d'améliorer, de modifier, d'intégrer ou de remixer de toute autre manière le travail des détenteurs du droit d'auteur. Bien que pratique commune aux artistes de tous les domaines tout au long de l'histoire, le développement des restrictions exclusives du droit d’auteur au cours des dernières décennies limite de plus en plus cette pratique par une juridiction dissuasive.
Lawrence Lessig, professeur de droit à Harvard, qui considère le remixage comme un concept souhaitable pour la créativité humaine, travaille depuis le début des années 2000 au transfert du concept de remixage à l'ère numérique. Il fonde Creative Commons en 2001, qui propose des licences en tant qu'outils permettant de réactiver la culture remix.

## Description
Lawrence Lessig a décrit la culture remix dans son livre Remix en 2008. Lawrence a comparé la culture des médias « par défaut » du XXe siècle à l'usage de la terminologie des technologies informatiques (Read/Write culture (RW) : lire/enregistrer vs Read Only (RO) : lire seulement). Dans la culture média usuelle de Read Only, la culture est consommée plus ou moins passivement. La technologie numérique n'a pas de contraintes naturelles de la technologie analogue qui la précédait. La culture RO devait être recodée pour pouvoir rivaliser avec la distribution « libre » rendue possible grâce à Internet. Avant tout, cela est réalisé à travers la forme de la GDN (Gestion des droits numériques), ce qui impose les restrictions largement arbitraires sur l'usage. Pourtant, la GDN s'est avérée inefficace dans le renforcement des contraintes des médias analogues,. La culture Read-Write a une culture réciproque entre le producteur et le consommateur. La prise des ouvrages, par exemple des chansons, et leur appropriation dans les cercles privés est typique pour la culture RW, qui a été considérée comme « la culture populaire » avant l'apparition des technologies de reproduction.

## Histoire
Le remixage faisait toujours partie intégrante de la culture humaine. Le professeur Henry Jenkins a affirmé que « l'histoire des arts américains du XIXe siècle pourrait être racontée en termes de mixage, adaptation et fusion des traditions folk prises de différentes populations immigrées et indigènes ». Encore un exemple historique du remixage est Cento, le genre littéraire connu en Europe médiévale consistant principalement de strophes ou extraits empruntés directement des ouvrages d'autres auteurs et arrangés avec une autre forme ou ordre.

### Remixage comme phénomène de l’ère numérique
Les technologies ont radicalement changé avec l'avènement de la révolution numérique.

## Entrelacement des cultures de médias
Pour survivre, la culture remix doit être partagée et créé par les autres. C'est là où la culture participative entre en jeu, parce que les consommateurs commencent à participer par devenir contributeurs, surtout un grand nombre d'adolescents grandissant avec ces cultures média. Le livre écrit par Henry Jenkins et intitulé Lecture dans la culture participative (2013) se focalise sur sa technique de remixage de la trame de Moby Dick pour la transformer en nouvelle expérience originale pour les étudiants,.

## Effets sur les artistes
La culture remix a créé l'environnement où il est quasiment impossible pour les artistes d'avoir ou posséder un « œuvre original ». Les médias et l'Internet ont rendu l'art tellement public que cela procure l'espace pour une autre interprétation, et le remixage. Au XXIe siècle l'exemple majeur en est l'idée des mèmes. Une fois qu'on est dans le cyberespace, il est automatiquement présumé que quelqu'un d'autre peur venir et remixer l'image. Par exemple, l'autoportrait de 1964 créé par l'artiste René Magritte, Le Fils de l'homme, a été remixé et recréé par l'artiste urbain Ron English dans sa pièce Stéréo Magritte.

## Droit d'auteur et remixage pour services aux handicapés
Une exemption existe pour le service la technologie pour le service aux handicapés pour changer les médias protégés par le droit de l'auteur et les leur rendre accessibles.

## Domaines de remixage

### Folklore et traditions vocales
Le folklore existait bien avant toute législation sur le droit d'auteur. Tous les contes populaires, chansons, arts et poésies folkloriques étaient révisés régulièrement à travers le processus folk. Ramsay Wood considère que l'exemple de la culture remix le plus ancien est Panchatantra, une collection ancienne de fables indiennes étroitement liées portant sur le sujet des animaux, en vers et en prose. La collection est organisée au sein d' « une histoire encadrée ».
On considère que l’œuvre originale en sanskrit est composée environ au IIIe siècle av. J.-C., se basant sur les traditions orales plus anciennes. Ces dernières incluent « les fables animalières qui sont anciennes au point qu'on est capable de l'imaginer ». Le Panchatantra a été réinterprété au moins deux cent fois pendant les 2 300 années suivantes en cinquante langues différentes à travers le monde entier,.

### Films
Dans les films, le remixage est omniprésent et existe sous des formes différentes.
La plupart de nouveaux films sont des adaptations de BD, livres ou autres formes de médias. Le plus souvent, la majorité d'autres œuvres du cinéma hollywoodien constituent le cinéma de genre qui dispose d'une trame stricte et générique.

## Réception et influence
En février 2010, Julian Sanchez, représentant l'Institut Caton, a fait l'éloge des activités remix pour leur valeur sociale, « pour performance des réalités sociales », en notant que les droits d'auteur devaient être évalués d'après le niveau du contrôle permis sur nos réalités sociales,. D'après Kirby Ferguson en 2011 et sa série populaire de TED Talk, tout est un remix, et tout matériel original utilise le matériel précédent comme base et fait son remixage. En juin 2015 un article de la WIPO portant le titre « La Culture remix et la créativité amateure : Dilemme des droits d'auteur » a reconnu l’existence de l'âge de remix et la nécessité d'une réforme de la propriété intellectuelle.

## Critique
Mais la culture n'est pas sans critiques qui, à leur tour, vont jusqu'aux accusations de plagiat,. En 2011 le professeur Thomas W. Joo de l'université de Californie à Davis a critiqué la culture remix pour son idéalisation de la « culture libre ». Terry Hart a exprimé les propos critiques similaires en 2012.